# Fuuki
Fuuki (株式会社フウキ Kabushiki-gaisha Fūki) est un studio de développement de jeux vidéo japonais fondé en 1977 et basé à Yamashina, Kyoto. Il a été fondé par Fukiko Takahashi. Le nom actuel date de 1995.

## Ludographie
- Asura Blade: Sword of Dynasty
- Asura Buster: Eternal Warriors
- Go! Go! Mile Smile
- Gyakuten!! Puzzle Ban-Chō
- Hako Tsumi Max
- Mosaic
- Yōkaidō, un RPG sur Game Boy Advance dans lequel le joueur affronte des yōkai
- Zero One, un jeu d'aventure sur Game Boy Advance textuel mêlant enquête et dialogues
- Zero One SP, sa suite, sur Game Boy Advance